# Marcos Louzada Silva
Marcos Henrique Louzada Silva, detto Didi (Cachoeiro de Itapemirim, 7 febbraio 1999), è un cestista brasiliano, di ruolo guardia o ala piccola, professionista nella NBA G League con i Valley Suns.

## Carriera

### New Orleans Pelicans
È stato scelto al secondo turno del Draft NBA 2019 con la 35ª scelta assoluta dagli Atlanta Hawks e girato successivamente ai Pelicans.